# Stockholm Open 2024
Stockholm Open 2024 (cunoscut și sub numele de BNP Paribas Nordic Open din motive de sponsorizare) a fost un turneu profesionist de tenis masculin care s-a jucat pe terenuri hard acoperite. A fost cea de-a 55-a ediție a turneului și a făcut parte din ATP 250 din circuitul ATP 2024. A avut loc la Kungliga tennishallen din Stockholm, Suedia, în perioada 14–20 octombrie 2024.

## Campioni

### Simplu
Pentru mai multe informații consultați Stockholm Open 2024 – Simplu

### Dublu
Pentru mai multe informații consultați Stockholm Open 2024 – Dublu

## Puncte și premii în bani

### Distribuția punctelor
| Probă  | Câștigător | Finalist | Semifinalist | Sfertfinalist | Runda 2 | Runda 1 | Q   | Q2  | Q1  |
| Simplu | 250        | 165      | 100          | 50            | 25      | 0       | 13  | 7   | 0   |
| Dublu  | 250        | 150      | 90           | 45            | 0       | N/A     | N/A | N/A | N/A |

### Premii în bani
| Probă  | Câștigător | Finalist | Semifinalist | Sfertfinalist | Runda 2  | Runda 1 | Q2      | Q1       |
| Simplu | 104.985 €  | 61.235 € | 36.000 €     | 20.860 €      | 12.110 € | 7.400 € | 3.700 € | 2.,020 € |
| Dublu* | 36.470 €   | 19.510 € | 11.440 €     | 6.390 €       | 3.770 €  | N/A     | N/A     | N/A      |

*per echipă